# Halfdan Bryn
Halfdan Bryn (Trondheim, 20 de maio de 1864 – Trondheim, 5 de março de 1933) foi um antropólogo físico, médico e político norueguês.

## Biografia
Halfdan Bryn nasceu em Trondheim, na Noruega, em 20 de maio de 1864, filho do médico Thomas Bryn (filho do político e jurista homônimo Thomas Bryn) e de Kristine Emilie Karoline Richter, irmão caçula do engenheiro e industrialista Knud Bryn. Após sua graduação em 1882, começou seus estudos na medicina, que exerceu em sua cidade natal de 1891 a 1922. Casou-se com Wilhelmine Marie Thane em 1892, mesmo ano em que se tornou sócio da Sociedade Real Norueguesa de Ciências e Letras, e tornou-se logo um médico militar, chegando à patente de capitão em 1894 e major em 1916, permanecendo militar até 1924. Foi membro do conselho municipal de Trondheim entre 1898 e 1914, tendo especial preocupação com questões habitacionais. Enquanto médico militar, teve a oportunidade de estudar as características físicas de recrutas de diversas procedências, publicando obras de antropologia física a partir de 1914, quando publicou seus estudos sobre os recrutas de Trøndelag. Em 1917, recebeu a Medalha Haakon VII, "pela iluminação do povo norueguês na antropologia".
Em 1921, publicou obra polêmica em que argumentava que o povo de Tydal era descendente direto dos Cro-Magnon, entrando em conflito com diversos outros antropólogos, mas recebendo póstumo assentimento de Bertil Lundman, que estudou mais profundamente este tipo. Tornou-se membro da Academia Norueguesa de Literatura e Ciências em 1923, e presidente da Sociedade Real Norueguesa de Ciências e Letras em 1926, recebendo um doutorado honoris causa da Universidade de Uppsala no ano seguinte. Publicou em 1932 Norwegische Samen, tornando-se um dos primeiros autores a se preocuparem com a catalogação da raça lapã.
Faleceu em Trondheim em 5 de março de 1933.

## Publicações
- Anthropologiske undersøkelser. I. Trøndelagens rekruteringsevne, 1914
- Bidrag til belysning av det norske folks anthropologi i begyndelsen av det 20de aarhundre, Kristiania 1918
- Møre fylkes antropologi, Kristiania 1920
- Anthropologia nidarosiensis.En propotions- og korrelasjonsundersøkelse av den trønderske befolkning, Grøndahl & Søns Boktrykkeri, Kristiania 1920
- Selbu og Tydalen: en antropologisk undersøkelse av mænd, kvinner og barn i to norske indlandsbygder, Kristiania 1921
- Troms fylkes antropologi, Kristiania 1922
- De indfødte på Borneo. Carl Lumholtz’ materiale antropologisk bearbeidet, Kristiania 1924
- Anthropologia Norwegia, 1. Det østenfjeldske Norges antropologi, Oslo 1925
- Menneskerasene og deres utviklingshistorie, Det norske studentersamfunds folkeskrifter nr 12, Olaf Norli Oslo 1925
- Über die Augentypen in Norwegen und ihre vererbungsverhältnisse, Oslo 1927
- Der nordische Mensch: die Merkmale der nordischen Rasse mit besonderer Berücksichtigung der rassischen Verhältnisse Norwegens, Lehmann verlag, 1929
- Norske folketyper: en antropometrisk-somatologisk typeundersøkelse av det norske folk, Oslo 1934

Em colaboração com outros:
- Havebyer og jordbruksbyer i Norge, medforfatter Ebenezer Howard, Aschehoug forlag, Kristiania 1921
- Die Somatologie der Norweger: nach Untersuchungen an Rekruten, medforfatter K. E. Schreiner, Oslo 1929